# Britney: Piece of Me
Britney: Piece of Me was de eerste residencyshow van de Amerikaanse popartiest Britney Spears. De show vond plaats in het AXIS-theater in Planet Hollywood Resort en Casino in Las Vegas, Nevada van eind 2013 tot 2015. Er vonden in totaal 98 shows plaats. 

## Achtergrond
Na het afronden van het tweede seizoen van X Factor kwamen er geruchten op gang dat Spears een residency in Las Vegas zou doen. In februari 2013 werd bekend dat de show waarschijnlijk bij Planet Hollywood zou plaatsvinden. In mei 2013 maakte de lokale krant, Las Vegas Sun, bekend dat Planet Hollywood was begonnen aan renovaties voor de show van Spears. 
De residency werd op 17 september, 2013 bevestigd tijdens een interview in Good Morning America. Voor de aankondiging werd er een event georganiseerd in de woestijnen rond Las Vegas (de aankondiging kostte $100.000). Spears zou 48 shows per jaar gaan doen, in 2014 en 2015. Naar verluidt verdient ze $15 miljoen per jaar.
De show wordt beschreven als een "nachtclubgevoel". Planet Hollywood heeft nieuwe licht- en geluidsystemen, een nieuw, groter, podium en het aantal stoelen is teruggebracht tot 4.500. De eerste show startte op 27 december 2013 (drie weken na de release van haar achtste studioalbum).

## Setlijst 2013-2015[5]
- Act 1: "Work Bitch" (Interlude), "Work Bitch", "Womanizer", "3"
- Act 2: "Everytime" (Interlude), "Everytime", "...Baby One More Time", "Oops!... I Did It Again"
- Act 3: Video Megamix (Interlude), "Me Against the Music", "Gimme More", "Break the Ice", "Piece of Me"
- Act 4: "Scream & Shout" (Interlude), "Boys", "Pretty Girls", "Perfume"
- Act 5: "Get Naked (I Got a Plan)" (Interlude), "I'm a Slave 4 U", "Freakshow", "Do Somethin'"
- Act 6: "Circus" (Interlude), "Circus", "I Wanna Go", "Lucky"
- Act 7: "Toxic" (Interlude), "Toxic", "Stronger", "(You Drive Me) Crazy", "Till the World Ends"

- "Alien" werd gedurende 2014 op verschillende data gezongen i.pv. "Perfume" of "Do Somethin'. Sinds 5 augustus 2015 werd I Wanna Go permanent vervangen door Pretty Girls.

## Setlijst 2016-heden
- Act 1: "Dance Interlude" (Interlude), "Work Bitch", "Womanizer", "Break the Ice", "Piece of Me"
- Act 2: "Radar" (Interlude), "Me Against the Music", I Love Rock'n Roll, "Gimme More",
- Act 3: "Everytime" (Interlude), "Everytime", "...Baby One More Time", "Oops!... I Did It Again"
- Act 4: "Scream & Shout" (Interlude), "Boys", "Work It"/"Get Ur Freak On"/"WTF (Where They From)" (Dance Interlude), "Pretty Girls"
- Act 5: "Get Naked (I Got a Plan)" (Interlude), "I'm a Slave 4 U", "Freakshow", "Do Somethin'"
- Act 6: "Circus" (Interlude), "Circus", "If U Seek Amy", "Breathe On Me", "Touch Of My Hand"
- Act 7: "Toxic" (Interlude), "Toxic", "Stronger", "(You Drive Me) Crazy", "Till the World Ends"

## Shows
| Leg 1            | Leg 1           | Leg 1      | Leg 1 |
| Datum            | Opkomst         | Opbrengst  |       |
| ---------------- | --------------- | ---------- | ----- |
| 27 december 2013 | 17,803 / 17,803 | $2,470,021 |       |
| 28 december 2013 | 17,803 / 17,803 | $2,470,021 |       |
| 30 december 2013 | 17,803 / 17,803 | $2,470,021 |       |
| 31 december 2013 | 17,803 / 17,803 | $2,470,021 |       |
| Leg 2            |                 |            |       |
| 29 januari 2014  | 53,798 / 53,798 | $8,011,280 |       |
| 31 januari 2014  | 53,798 / 53,798 | $8,011,280 |       |
| 1 februari 2014  | 53,798 / 53,798 | $8,011,280 |       |
| 4 februari 2014  | 53,798 / 53,798 | $8,011,280 |       |
| 7 februari 2014  | 53,798 / 53,798 | $8,011,280 |       |
| 8 februari 2014  | 53,798 / 53,798 | $8,011,280 |       |
| 12 februari 2014 | 53,798 / 53,798 | $8,011,280 |       |
| 14 februari 2014 | 53,798 / 53,798 | $8,011,280 |       |
| 15 februari 2014 | 53,798 / 53,798 | $8,011,280 |       |
| 18 februari 2014 | 53,798 / 53,798 | $8,011,280 |       |
| 19 februari 2014 | 53,798 / 53,798 | $8,011,280 |       |
| 22 februari 2014 | 53,798 / 53,798 | $8,011,280 |       |
| Leg 3            |                 |            |       |
| 25 april 2014    | —               | —          |       |
| 26 april 2014    | —               | —          |       |
| 30 april 2014    | —               | —          |       |
| 2 mei 2014       | —               | —          |       |
| 3 mei 2014       | —               | —          |       |
| 7 mei 2014       | —               | —          |       |
| 9 mei 2014       | —               | —          |       |
| 10 mei 2014      | —               | —          |       |
| 14 mei 2014      | —               | —          |       |
| 16 mei 2014      | —               | —          |       |
| 17 mei 2014      | —               | —          |       |
| Leg 4            |                 |            |       |
| August 16, 2014  | —               | —          |       |
| 19 augustus 2014 | —               | —          |       |
| 23 augustus 2014 | —               | —          |       |
| 27 augustus 2014 | —               | —          |       |
| 30 augustus 2014 | —               | —          |       |
| 31 augustus 2014 | —               | —          |       |
| 3 september 2014 | —               | —          |       |
| 5 september 2014 | —               | —          |       |
| 6 september 2014 | —               | —          |       |